# Ritz Brothers
De Ritz Brothers waren een Amerikaans komisch trio, bestaande uit drie broers, die in de jaren dertig en veertig in een aantal films optraden. De broers waren Al (1901-1965), Jimmy (1904-1985) en Harry (1907-1986). De oorspronkelijke achternaam van de broers luidde overigens niet Ritz, maar Joachim. 
De gebroeders Joachim werden geboren in Newark, New Jersey. Hun vader, een Joodse immigrant uit Oostenrijk-Hongarije, had daar een winkel in manufacturen. Al Joachim was de eerste van de broers die artiest werd; hij werd danser in een vaudeville-act. Op een dag zag hij de naam Ritz op een vrachtwagen van een wasserette, en besloot hij die naam als artiestennaam te gebruiken. Jimmy en Harry werden eveneens artiest en namen net als Al de achternaam Ritz aan. 
Al, Jimmy en Harry gingen samenwerken en traden in de jaren twintig met succes op in het vaudeville-circuit. Hun act bestond uit dans, komische liedjes en imitaties van beroemdheden. In die tijd werden de Ritz Brothers gemanaged door hun broer George Joachim (1898–1984). 
In de tweede helft van de jaren dertig waren de Ritz Brothers te zien in een serie films van Twentieth Century-Fox. De films werden echter geplaagd door lage budgetten, wat de kwaliteit ervan niet ten goede kwam. In de jaren veertig maakten de Ritz Brothers een overstap naar Universal, maar ook die maatschappij besteedde niet veel geld aan hun producties. Hun laatste film was Never a Dull Moment (1943). 
Na het einde van hun filmcarrière maakten de Ritz Brothers de overstap naar het nachtclub-circuit, waar ze als trio veel succes boekten totdat Al in 1965 plotseling overleed. Na de dood van Al zetten Jimmy en Harry de act nog een tijdje gezamenlijk voort. Zij hadden gastoptredens in de films Blazing Stewardesses uit 1975 en Won Ton Ton, the Dog Who Saved Hollywood uit 1976. 
In tegenstelling tot de Three Stooges en de Marx Brothers zijn de Ritz Brothers tegenwoordig door het grote publiek bijna vergeten. Komieken als Jerry Lewis en Mel Brooks beschouwen de Ritz Brothers – en dan vooral Harry, de spil van de act – echter als belangrijke voorbeelden. Hetzelfde gold voor Sid Caesar. Brooks noemde Harry Ritz zelfs 'de grappigste man ter wereld'. Hij gunde hem dan ook een cameo in zijn film Silent Movie. 